# Tonica (Illinois)
Tonica es una villa ubicada en el condado de LaSalle en el estado estadounidense de Illinois. En el Censo de 2010 tenía una población de 768 habitantes y una densidad poblacional de 217,55 personas por km².

## Geografía
Tonica se encuentra ubicada en las coordenadas 41°12′57″N 89°4′12″O / 41.21583, -89.07000. Según la Oficina del Censo de los Estados Unidos, Tonica tiene una superficie total de 3.53 km², de la cual 3.53 km² corresponden a tierra firme y (0%) 0 km² es agua.

## Demografía
Según el censo de 2010, había 768 personas residiendo en Tonica. La densidad de población era de 217,55 hab./km². De los 768 habitantes, Tonica estaba compuesto por el 97.92% blancos, el 0.13% eran afroamericanos, el 0% eran amerindios, el 0.13% eran asiáticos, el 0% eran isleños del Pacífico, el 1.56% eran de otras razas y el 0.26% pertenecían a dos o más razas. Del total de la población el 4.3% eran hispanos o latinos de cualquier raza.